# ノワジー＝ル＝グラン
ノワジー＝ル＝グラン （Noisy-le-Grand）は、フランス、イル＝ド＝フランス地域圏、セーヌ＝サン＝ドニ県のコミューン。
ノワジー＝ル＝グランは、ニュータウンであるマルヌ＝ラ＝ヴァレに属するポルト＝ド＝パリ地区に含まれている。

## 由来
現在名詞として用いられるnoisyはかつて全て接辞の-acumが付いていた。1089年にノワジー＝ル＝グランはNociacumと呼ばれていた。ノワジーはNautiusという個人名に由来すると考えられており、中世ラテン語のnucetumは、かつてこの地にあったクルミ（noyer）の木に由来する。le grandとは、ノワジーに王の館があったという故事にちなむ。

## 歴史
ノワジー＝ル＝グランは、マルヌ川に面した突端の上にある、非常に古い都市である。ラブーフという聖職者が伝えた伝承によれば、ローマ人は征服したガリア人に多くのクルミの木をこの地に植えさせたという。ラテン語でクルミはNuxという。実際、ローマ人はガリア人の抵抗にあって幾度も侵攻・退却を繰り返しているので、クルミを植えさせるため従属したのではない。
6世紀のノワジー＝ル＝グランは、メロヴィング朝の王キルペリック1世の邸宅があることで有名だった。
トゥールのグレゴリウスによれば、ネウストリア王妃フレデゴンデは、夫キルペリック1世と先妻の子であるクロヴィス王子をノワジーに幽閉して殺害したという。王子の遺骸は教会のひさしの下で焼かれ、灰はマルヌ川へまかれたという。
1060年、アンリ1世はノワジーをサン＝マルタン＝デ＝シャン修道院へ寄進した。1709年にノワジーの荘園は貴族へ売却された。19世紀、この地で行われていたワイン用ブドウ栽培は、フィロキセラの流行で下火となった（19世紀フランスのフィロキセラ禍）。1841年から1860年にかけ、小学校や市役所がつくられた。1870年の普仏戦争では、ノワジー住民は首都へ避難している。1878年、ノワジーにヴィリエール砦がつくられた。
20世紀初頭まで、ノワジーは田園の集落にすぎなかった。1901年、路面電車がノワジーへ敷かれて状況が一変した。これで、パリで職を持つ労働者たちの輸送が可能になったのである。それとは反対に、パリジャンたちが日曜日にノワジーを訪れて田園風景を楽しむようになった。ノワジーは、マルヌ川沿いにカフェが立ち並び、狩猟が楽しめる、観光の町となった。
1930年代、郊外の都市へと変貌していった。

## 交通
- 鉄道 - RER A線、RER E線

## 関係者
居住その他ゆかりある人物
- ジョゼフィーヌ・ド・ボアルネ - のちのフランス第一帝政皇后。1779年に同地で最初の結婚をした。

出身者
- スティーブン・モレイラ - サッカー選手
- ウェスレイ・サイード - サッカー選手
- アレクシー・クロード＝モーリス - サッカー選手